# Ctenomys rionegrensis
Ctenomys rionegrensis är en gnagare i släktet kamråttor som förekommer i Sydamerika.
Arten blir utan svans 15 till 25 cm lång och den väger 100 till 700 g. Den korta halsen, de små öronen, det stora huvudet och de stora klorna vid framtassarna är anpassningar till ett underjordiskt liv. Pälsen kan antingen vara helt svart, mörk på ovansidan och ljusare på undersidan eller agouti. Ctenomys rionegrensis har stora framtänder med orange tandemalj för att gräva. Arten skiljer sig från andra släktmedlemmar i avvikande detaljer av hannens penisben.
Denna kamråtta har flera från varandra skilda populationer i nordöstra Argentina och västra Uruguay. Den lever i sanddyner vid floderna Rio Paraná, Río Negro och Río Uruguay.
Ctenomys rionegrensis skapar underjordiska tunnelsystem och varje exemplar lever ensam. Hannar och honor träffas bara när honan är brunstig. Arten äter olika växtdelar som gräs, rötter och unga växtskott. För en bättre ämnesomsättning äter kamråttan liksom hardjur sin egen avföring (koprofagi). Parningen sker under hösten (mars till juni på södra jordklotet) och efter cirka 100 dagar dräktighet föds två till fyra ungar per kull. Livslängden i naturen uppskattas vara tre år. Arten har flera naturliga fiender som medelstora rovdjur, större bältdjur, ugglor och större ormar.
I flera fall blev sanddynerna omvandlade till odlingsmark vad som minskar beståndets storlek. IUCN listar arten därför som starkt hotad (EN).